# Hugo von Wurmbrand-Stuppach
Hugo hrabě von Wurmbrand-Stuppach (německy Hugo Alois Wilhelm Graf von Wurmbrand-Stuppach) (21. dubna 1839 Liblín – 19. října 1904 Pusztavacs) byl rakouský šlechtic a rakousko-uherský generál. V c. k. armádě sloužil od mládí, vynikl jako důstojník jezdectva, později byl také předním teoretikem jezdeckého výcviku. Během své služby u různých jednotek strávil řadu let v Čechách (Terezín, Praha), kariéru zakončil jako zástupce velitele 5. armádního sboru v Prešpurku. V roce 1903 byl penzionován v hodnosti generála jezdectva. 

## Životopis

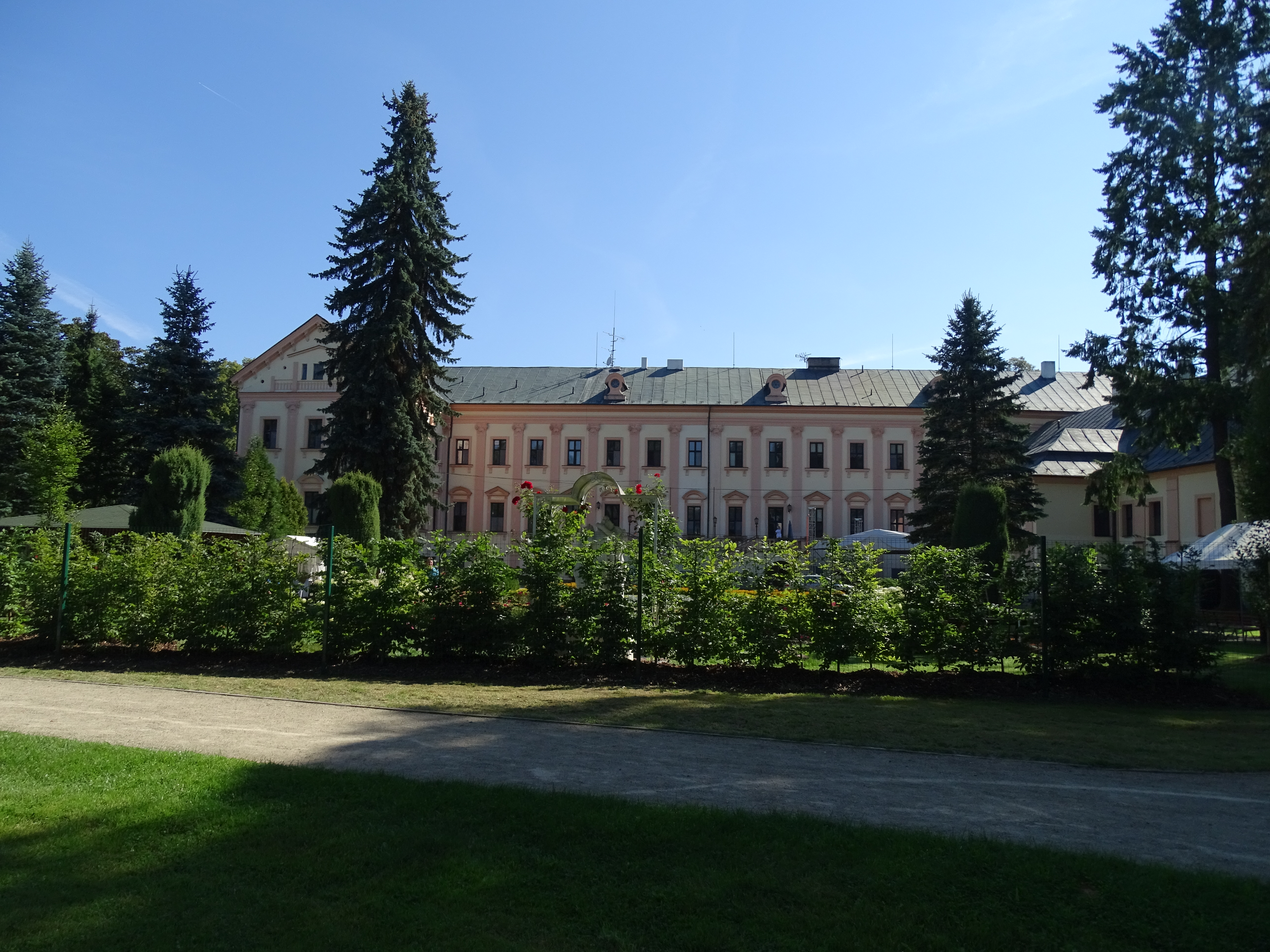
Zámek Liblín, rodiště Huga Wurmbrand-Stuppacha

Pocházel ze starého šlechtického rodu Wurmbrand-Stuppach, byl druhorozeným synem hraběte Viléma Wurmbrand-Stuppacha (1806–1884) a jeho manželky Berty, rozené hraběnky Nosticové (1816–1888). Jeho rodištěm byl zámek Liblín v západních Čechách, který Wurmbrandům v 19. století patřil, kmotrem byl strýc hrabě Hugo Nostic. Hugo od mládí sloužil v rakouské armádě, začínal jako poručík u 6. kyrysnického pluku (1862). Zúčastnil se prusko-rakouské války a v roce 1866 byl povýšen na nadporučíka, v hodnosti rytmistra přešel v roce 1869 k 9. dragounskému pluku v Haliči. Později se stal důstojníkem generálního štábu a byl přidělen k velení 25. divize v Lublani, v roce 1872 byl povýšen na kapitána. V hodnosti majora (1880) se stal šéfem štábu 25. pěší divize ve Vídni, kde v roce 1883 dosáhl hodnosti podplukovníka. V roce 1887 byl povýšen na plukovníka a stal se velitelem 1. dragounského pluku v Terezíně.
K datu 1. listopadu 1892 byl povýšen do hodnosti generálmajora a stal se velitelem 8. jezdecké brigády v Praze (1892–1895), v letech 1895–1896 byl velitelem 72. pěchotní brigády v Záhřebu. V roce 1896 byl převelen do Prešpurku, kde byl jmenován zástupcem velitele 5. armádního sboru arcivévody Bedřicha. Dne 1. května 1896 byl povýšen na polního podmaršála. Aktivní službu opustil v roce 1902 a o rok později byl penzionován v hodnosti titulárního generála jezdectva. Proslul jako důstojník jezdectva a celoživotně se věnoval teorii jezdeckého výcviku, v tomto oboru pořádal také veřejné přednášky. 
Zemřel zámku Pusztavacs nedaleko od Budapešti, rodovém sídle Coburgů. Pohřben byl na Ondřejském hřbitově v Bratislavě.

## Rodina
Oženil se v roce 1876 s Marií Bedöcsovou de Taroda (1847–1922). Z manželství se narodila jediná dcera Paula (1878–1942), provdaná za hraběte Andora Pálffyho (1873–1947). 
Hugo měl deset sourozenců, z nich vynikl mladší bratr Leo (1840–1903), který také dosáhl vysokých hodností v armádě a v letech 1883–1896 byl prvním komorníkem arcivévody Františka Ferdinanda. 

## Tituly a ocenění
Wurmbrandové patřili k tzv. mediatizované šlechtě zaniklé Svaté říše, náležel jim titul říšských hrabat s nárokem na oslovení Osvícenost (Erlaucht) a právem užívání knížecí korunky v erbu. Hugo byl v roce 1874 jmenován c. k. komořím a během vojenské služby získal několik vyznamenání v Rakousku-Uhersku i od zahraničních panovníků.

### Rakousko-Uhersko
- Vojenský záslužný kříž
- Vojenská záslužná medaile
- Válečná medaile
- Služební odznak pro důstojníky II. třídy
- Jubilejní pamětní medaile

### Zahraničí
- Řád Medžidie II. třídy (Osmanská říše)
- komandér Řádu rumunské hvězdy (Rumunsko)
- rytíř Řádu sv. Mořice a Lazara (Itálie)